# Сентег
Сентег — деревня в Завьяловском районе Удмуртии, входит в Кияикское сельское поселение. Находится в 24 км к северо-западу от центра Ижевска и в 1 км от реки Сентек. В деревне расположена платформа Синтек железной дороги Ижевск — Ува.

## Население
| 2010 | 2012 |
| ---- | ---- |
| 30   | ↗34  |

Численность населения в 2003 году составляла 53 человека.